# Mirosław Spiżak
Mirosław Spiżak (ur. 13 stycznia 1979 w Krakowie), polski piłkarz, występujący na pozycji napastnika, w sezonie 2005/2006 zawodnik drugoligowego niemieckiego klubu Sportfreunde Siegen.

## Życiorys
Spiżak rozpoczynał karierę w rodzinnym mieście, w klubie Kabel Kraków. Przez pewien czas występował w juniorskich drużynach Wisły, jednak w bardzo młodym wieku wyjechał kontynuować karierę do Niemiec, do drugoligowego klubu KFC Uerdingen z Krefeld, w którym grał od sezonu 1997/1998 (14. miejsce w 2. Bundeslidze), kiedy to rozegrał 19 meczów i strzelił 4 bramki. W kolejnym sezonie KFC spadł do trzeciej ligi, w tym czasie Spiżak zagrał w klubie 32 razy i zdobył również 4 bramki. Jego dobra gra zaowocowała transferem do jednego z potentatów 1. Bundesligi Bayeru 04 Leverkusen. Tam jednak Polak nie zdołał przebić się do pierwszego składu, nie zaliczając nawet debiutu i odchodząc po nieudanym dla siebie sezonie 1999/2000 do SpVgg Unterhaching. Ze Spiżakiem w kadrze Bayer zdobył wicemistrzostwo Niemiec i zakwalifikował się do rozgrywek Ligi Mistrzów. Z kolejnym klubem z podmonachijskiego miasteczka grał jeden sezon w Bundeslidze, gdzie w 23 meczach zdobył 5 bramek. Jednak mimo to klub spadł do drugiej ligi, zajmując 16. miejsce (na 18). W kolejnym sezonie (2001/2002) Unterhaching spadło już z 2. Bundesligi (8 meczów i 2 gole Spiżaka) i polski napastnik przeniósł się do Alemannii Aachen. W Akwizgranie grał przez jeden sezon, a klub zajął 6. miejsce w drugiej lidze. Spiżak zdobył 5 bramek w 32 meczach. Dobra gra zaowocowała transferem do klubu 2. Bundesligi, jednego z kandydatów do awansu MSV Duisburg. Klub z Duisburga zajął jednak dopiero 7. miejsce w sezonie 2003/2004. Spiżak był podstawowym zawodnikiem, grając 29 razy (3 bramki). Kolejny sezon stał się dla MSV przełomowy, po pięciu latach klub awansował do Bundesligi. Spiżak stracił jednak miejsce w składzie (17 meczów, 0 bramek) i w związku z wzmocnieniami przez przystąpieniem do rozgrywek 1. ligi został sprzedany do beniaminka 2. Bundesligi Sportfreunde Siegen. Następnie występował także w SpVgg Unterhaching, SV 07 Elversberg oraz Würzburger Kickers. Zaliczył kilka występów w reprezentacji Polski U-21. Mirosław Spiżak ma 186 cm wzrostu i waży 79 kg.

## Statystyki klubowe
| Klub                | Sezon              | Liga               | Liga  | Liga   | Puchar Niemiec | Puchar Niemiec | Suma  | Suma   |
| Klub                | Sezon              | Liga               | Mecze | Bramki | Mecze          | Bramki         | Mecze | Bramki |
| ------------------- | ------------------ | ------------------ | ----- | ------ | -------------- | -------------- | ----- | ------ |
| KFC Uerdingen 05    | 1997/1998          | 2. Bundesliga      | 19    | 4      | 3              | 1              | 22    | 5      |
| KFC Uerdingen 05    | 1998/1999          | 2. Bundesliga      | 32    | 4      | 3              | 1              | 35    | 5      |
| KFC Uerdingen 05    | Ogólnie            | Ogólnie            | 51    | 8      | 6              | 2              | 57    | 10     |
| Bayer 04 Leverkusen | 1999/2000          | Bundesliga         | 0     | 0      | 1              | 0              | 1     | 0      |
| Bayer 04 Leverkusen | Ogólnie            | Ogólnie            | 0     | 0      | 1              | 0              | 1     | 0      |
| SpVgg Unterhaching  | 2000/2001          | Bundesliga         | 23    | 5      | 1              | 0              | 24    | 5      |
| SpVgg Unterhaching  | 2001/2002          | 2. Bundesliga      | 8     | 2      | 1              | 3              | 9     | 5      |
| SpVgg Unterhaching  | Ogólnie            | Ogólnie            | 31    | 7      | 2              | 3              | 33    | 10     |
| Alemannia Aachen    | 2002/2003          | 2. Bundesliga      | 33    | 5      | 1              | 0              | 34    | 5      |
| Alemannia Aachen    | Ogólnie            | Ogólnie            | 33    | 5      | 1              | 0              | 34    | 5      |
| MSV Duisburg        | 2003/2004          | 2. Bundesliga      | 29    | 3      | 4              | 1              | 33    | 4      |
| MSV Duisburg        | 2004/2005          | 2. Bundesliga      | 17    | 0      | 2              | 0              | 19    | 0      |
| MSV Duisburg        | Ogólnie            | Ogólnie            | 46    | 3      | 6              | 1              | 52    | 4      |
| Sportfreunde Siegen | 2005/2006          | 2. Bundesliga      | 29    | 3      | 1              | 0              | 30    | 3      |
| Sportfreunde Siegen | Ogólnie            | Ogólnie            | 29    | 3      | 1              | 0              | 30    | 3      |
| SpVgg Unterhaching  | 2006/2007          | 2. Bundesliga      | 25    | 2      | 3              | 1              | 28    | 3      |
| SpVgg Unterhaching  | 2007/2008 j        | Regionalliga Süd   | 6     | 0      | 1              | 0              | 7     | 0      |
| SpVgg Unterhaching  | Ogólnie            | Ogólnie            | 31    | 2      | 4              | 1              | 35    | 3      |
| SV 07 Elversberg    | 2007/2008 w        | Regionalliga Süd   | 14    | 1      | 0              | 0              | 14    | 1      |
| SV 07 Elversberg    | Ogólnie            | Ogólnie            | 14    | 1      | 0              | 0              | 14    | 1      |
| Kickers Würzburg    | 2008/2009 w        | Bayernliga         | 14    | 7      | 0              | 0              | 14    | 7      |
| Kickers Würzburg    | Ogólnie            | Ogólnie            | 14    | 7      | 0              | 0              | 14    | 7      |
| Ogólnie w karierze  | Ogólnie w karierze | Ogólnie w karierze | 249   | 36     | 21             | 7              | 270   | 43     |